# Dierense Sluis

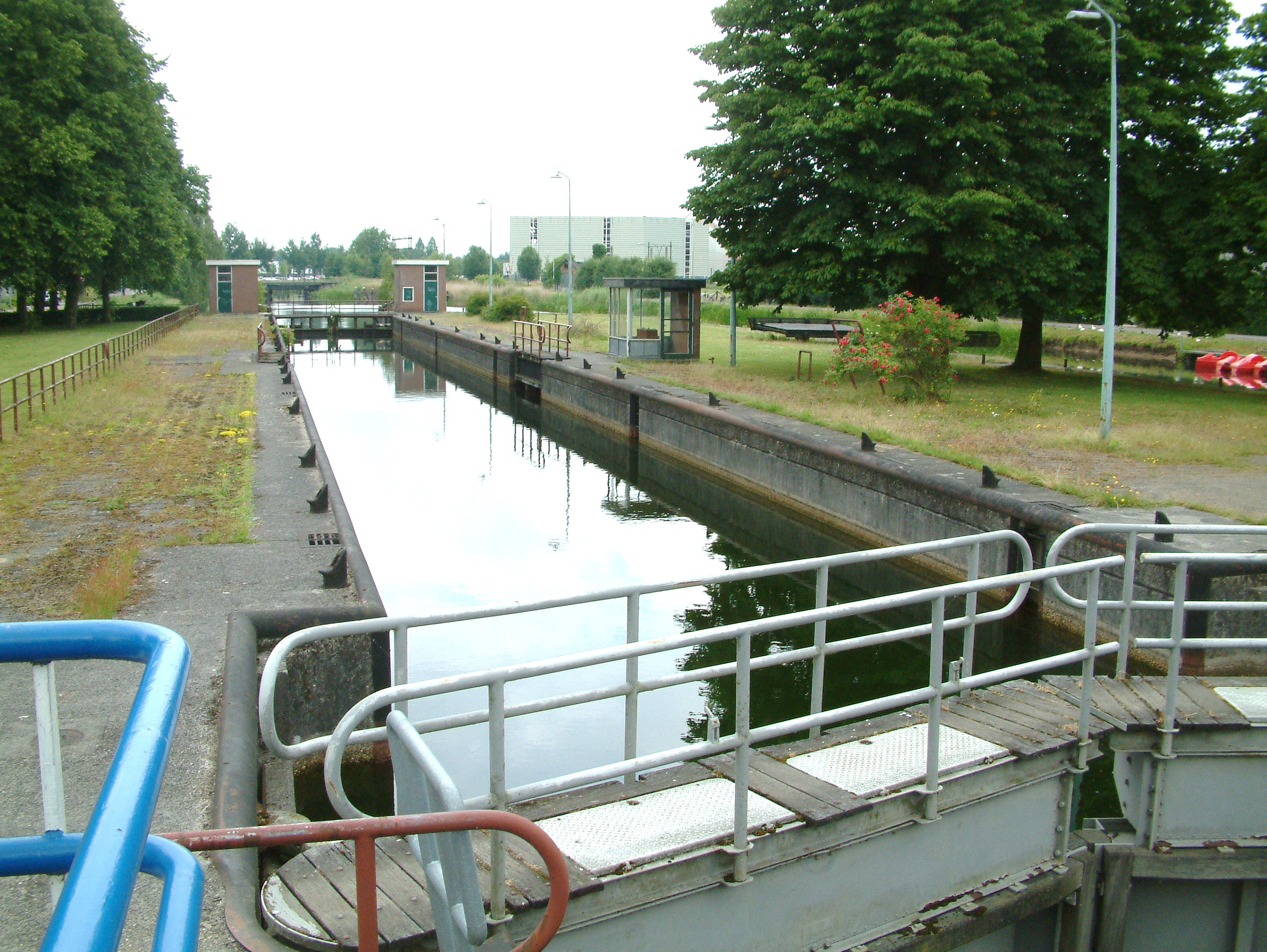
Dierense Sluis

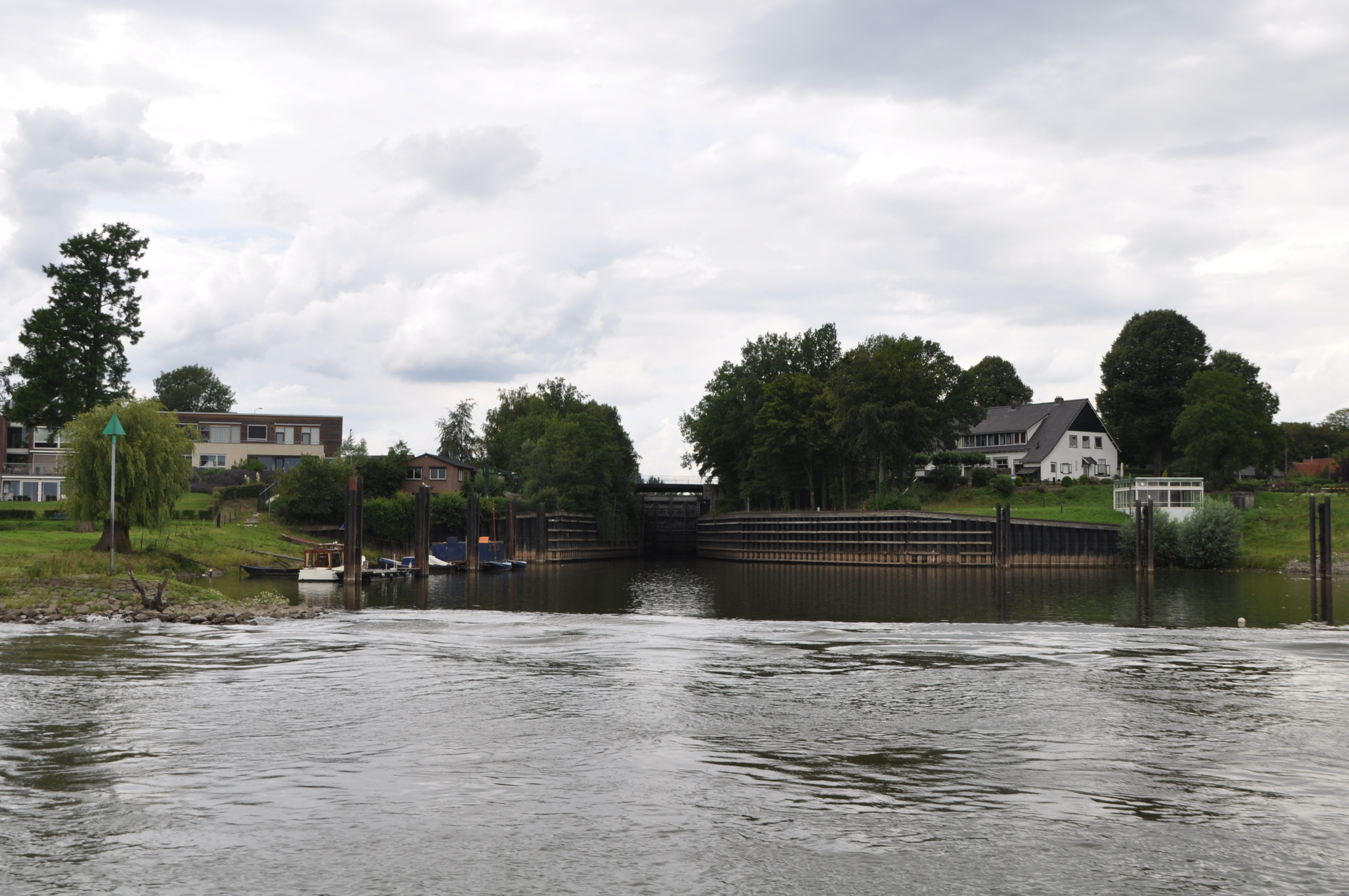
Vanaf de IJssel gezien

De Dierense Sluis is een schutsluis tussen de IJssel bij kilometerraai 911,6 en het Apeldoorns Kanaal. De sluis ligt in Dieren in de Nederlandse gemeente Rheden.
De sluis, met puntdeuren en een hefbrug over het benedenhoofd, stond anno 2009 niet voor de scheepvaart open. In 2013 werd de openstelling van de sluis op de lange baan geschoven. De vaarweg heeft derhalve geen CEMT-klasse.

## Geschiedenis
In 1858 startten de werkzaamheden om het kanaal vanaf Apeldoorn door te trekken naar Dieren en het nieuwe pand geschikt te maken voor schepen met een laadvermogen tot 200 ton. Vanuit waterstaatkundig opzicht was de drietrapssluis, die in Dieren de aansluiting op de IJssel vormde, in Nederland uniek. Het kanaal werd officieel geopend op 1 december 1868. Vanaf 1878 tot begin jaren dertig van de 20e eeuw werd de vaarweg opgewaardeerd van schepen van 40 à 50 ton tot de gewenste maat van maximaal 200 ton. In de Tweede Wereldoorlog is aan het sluiscomplex herhaaldelijk schade toegebracht. Op 10 mei 1940 is de brug door het Nederlandse leger opgeblazen. Gedurende de oorlog is die weer bruikbaar gemaakt, maar in april 1945 weer door de terugtrekkende Duitse troepen opgeblazen. Ook de bedieningswerken van de sluis werden herhaaldelijk vernield. Maar begin 1946 kon het gehele kanaal weer voor de scheepvaart worden opengesteld.
In 1954 werd in principe besloten op het pand Dieren naar Apeldoorn geschikt te maken voor kempenaars, schepen tot pakweg 600 ton. In Dieren werd daarvoor een nieuwe sluis gebouwd, die al in 1957 in gebruik kon worden genomen. De oude drietrapssluis werd gesloopt. Door de opkomst van de spoorwegen en gemotoriseerd wegverkeer nam het belang van het kanaal af. Per 1 januari 1962 werd het noordelijk pand vanaf de Berghuizer Papierfabriek in Wapenveld tot Apeldoorn voor de scheepvaart gesloten. Latere studies toonden aan dat er met een opwaardering van het zuidelijk pand van het kanaal geen voldoende rendement kon worden behaald en per 1 juni 1972 is ook het laatste stuk kanaal, van Dieren tot de Koudhoornse Sluis, buiten gebruik gesteld.
In 1997 droeg Rijkswaterstaat het kanaal met toebehoren over aan het waterschap Veluwe. Een commissie stelde in 2001 een toekomstvisie op voor het verwaarloosde kanaal, waarin restauratie en het opnieuw bevaarbaar maken van het kanaal werd aanbevolen.

## Gegevens
De sluis heeft een schutlengte van 75 m, door een tussenhoofd te verdelen in een sluis van respectievelijk 30 m en 40 m, en de wijdte is 7,5 m. De minste drempeldiepte is NAP -1,00 m, aan de kanaalzijde KP -3,21 m. Er ligt naast de benedendeuren een hefbrug. Hoogte in geheven stand NAP +16,5.
De sluis is niet via de marifoon aan te roepen.